# Венанго (Небраска)
Венанго (енгл. Venango) град је у америчкој савезној држави Небраска.

## Демографија
По попису из 2010. године број становника је 164, што је 11 (-6,3%) становника мање него 2000. године.
| Група             | 2000.       | 2010.       |
| Белци             | 157 (89,7%) | 147 (89,6%) |
| Афроамериканци    | 0 (0,0%)    | 0 (0,0%)    |
| Азијати           | 0 (0,0%)    | 0 (0,0%)    |
| Хиспаноамериканци | 18 (10,3%)  | 16 (9,8%)   |
| Укупно            | 175         | 164         |